# Faudesteuil

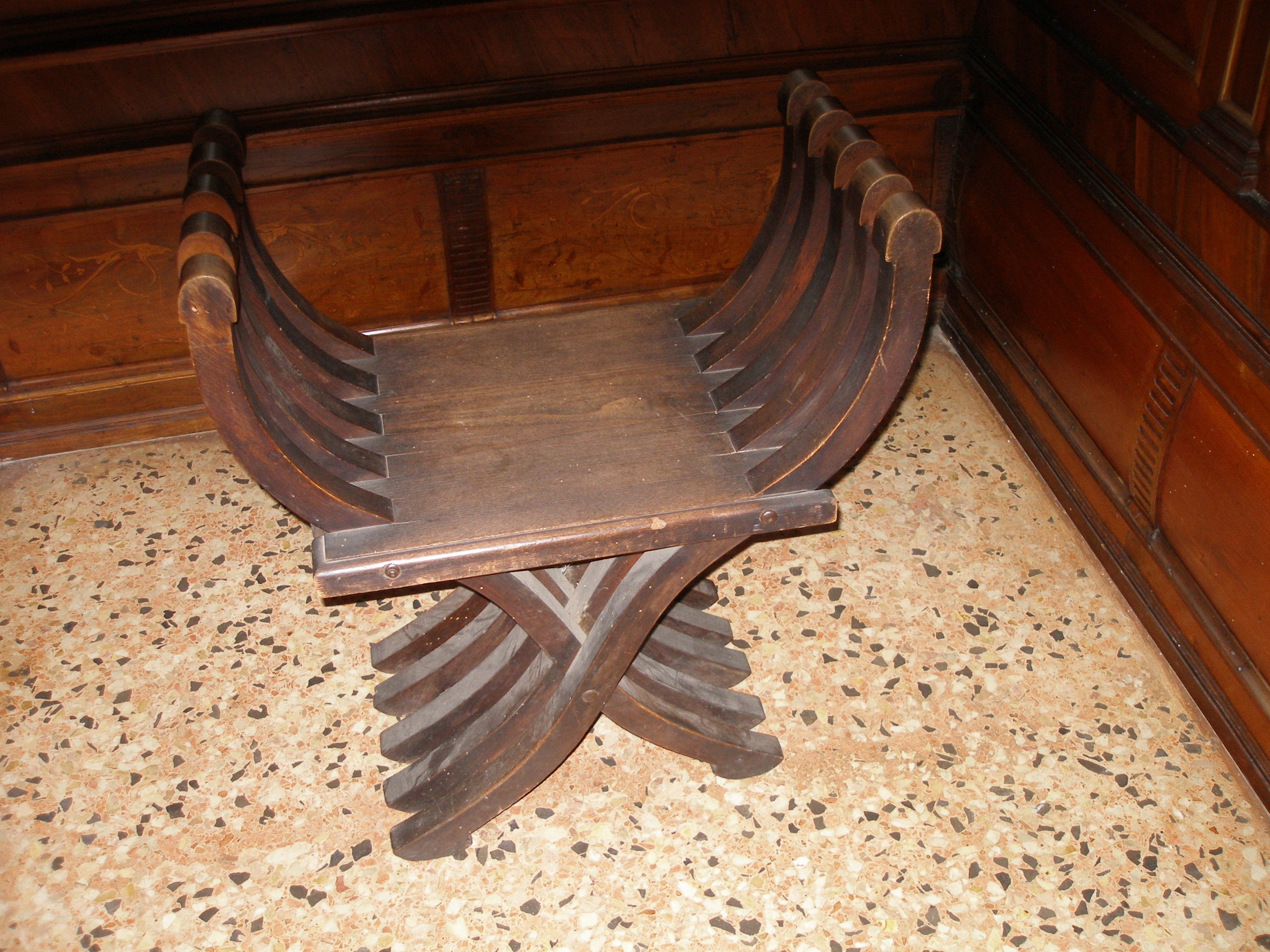
Un faudesteuil en bois.

Le faudesteuil (du germanique faldestoel : siège pliant) est un siège pliant en forme de X, issu de la chaise curule des Romains, et utilisé au Moyen Âge. Les montants sont en métal ou en bois, l'assise en cuir ou en tissu.
Le trône de Dagobert  est un faudesteuil.
Eugène Viollet-le-Duc le qualifie de trône primitif, et ajoute que les branches du faudesteuil sont habituellement terminées, à leur partie supérieure, par des têtes d’animaux.
Il a donné naissance au XVIIe siècle au fauteuil, au sedia dantesca et sedia savonarola.

« Sous un dais brodé aux armes de France, le jeune roi couronne en tête, sceptre en main, vint occuper son faudesteuil, sorte de pliant hérité du siège curule, et qui depuis les origines de la monarchie française, servait de trône au souverain en déplacement. »

— Maurice Druon, La reine étranglée.